# Carl Magnus Jägerhorn
Carl Magnus Jägerhorn af Spurila, född 21 maj 1730, död 
28 april 1782 i Uleåborg, var en svensk militär och landshövding i Uleåborg. Han var son till Hans Christer Jägerhorn af Spurila och Gertrud Helena von Köhler.
Jägerhorn blev volontär vid livgardet 12 februari 1743. Han avancerade till korpral vid Nylands dragonregemente 1747, furir 1749, sergeant 1750, kornett 1750, löjtnant 1760, kapten 1762 och major 1771. Slutligen blev han överstelöjtnant i armén 1772. Jägerhorn utsågs till den första landshövdingen i Uleåborgs län i Finland 20 juni 1775, när länet bildades. 
Jägerhorn blev riddare av Svärdsorden 1770 och 1776 fick han kungliga portugisiska Sankt Isabellas orden. 
Han deltog i pommerska kriget 1758 och 1759 och därunder affärerna vid Fehrbellin och Stenhagen. Han ägde Botby gård i Helsinge. 
Jägerhorn var gift i Råtuna i Uppsala 30 december 1760 med friherrinnan Anna Antoinetta von Kochen, sv. frih. ätt nr 206, dotter till hovkanslern friherre Johan Henrik von Kochen och Maria Antoinetta Hildebrand.
Jägerhorns syster, Hedvig Juliana Jägerhorn af Spurila, var viceamiral Carl Olof Cronstedts mor. Carl Olof Cronstedt, kommendanten på Sveaborg, föddes på Botby gård i Helsinge socken.